# Aeroportul Niquelândia
Aeroportul Niquelândia (IATA: NQL, ICAO: SWNQ) este un aeroport din Niquelândia, Goiás, Região Centro-Oeste do Brasil⁠(d), Brazilia ce deservește zona Niquelândia. Aeroportul a fost tranzitat în 2000 de 1.106 pasageri. A fost numit după zona deservită.
Situat la o altitudine de 840 m, aeroportul dispune de 1 pistă.

## Infrastructură

### Piste
Aeroportul dispune de o singură pistă. Pista 2/20 are suprafața de loam[*] și dimensiunile 1.400 m × 50 m. 